# George Corbin Washington

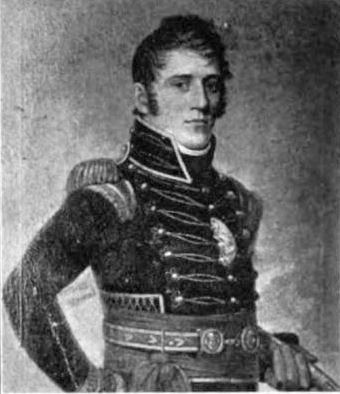
George Corbin Washington

George Corbin Washington (* 20. August 1789 bei Oak Grove, Westmoreland County, Virginia; † 17. Juli 1854 in Washington, D.C.) war ein US-amerikanischer Politiker. Zwischen 1827 und 1837 vertrat er zwei Mal den Bundesstaat Maryland im US-Repräsentantenhaus.

## Werdegang
George Corbin Washington war der Großneffe des ersten US-Präsidenten George Washington. Er studierte an der Harvard University und schloss daran ein Jurastudium an. Washington hat aber nicht als Jurist gearbeitet. Stattdessen bewirtschaftete er seine Plantage in Maryland. Er verbrachte den größten Teil seines Lebens auf Dumbarton Heights nahe der Bundeshauptstadt Washington D.C. In den 1820er Jahren schloss er sich der Opposition gegen den späteren Präsidenten Andrew Jackson an und wurde Mitglied der National Republican Party.
Bei den Kongresswahlen des Jahres 1826 wurde Washington im dritten Wahlbezirk von Maryland in das US-Repräsentantenhaus in Washington gewählt, wo er am 4. März 1827 die Nachfolge von George Peter antrat. Nach zwei Wiederwahlen konnte er bis zum 3. März 1833 drei Legislaturperioden im Kongress absolvieren. Seit dem Amtsantritt von Präsident Jackson im Jahr 1829 wurde innerhalb und außerhalb des Kongresses heftig über dessen Politik diskutiert. Dabei ging es um die umstrittene Durchsetzung des Indian Removal Act, den Konflikt mit dem Staat South Carolina, der in der Nullifikationskrise gipfelte, und die Bankenpolitik des Präsidenten. Von 1831 bis 1833 war Washington Vorsitzender des Ausschusses zur Verwaltung des Bundesbezirks District of Columbia. Im Jahr 1832 verzichtete er auf eine erneute Kandidatur.
1834 wurde er im fünften Distrikt seines Staates erneut in den Kongress gewählt, wo er zwischen dem 4. März 1835 und dem 3. März 1837 eine weitere Amtszeit verbringen konnte. Im Jahr 1836 kandidierte er nicht wieder. Danach wurde er Präsident der Chesapeake & Ohio Canal Co. Im Jahr 1844 war er Bundesbeauftragter zur Abwicklung von Ansprüchen aus einem im Jahr 1835 abgeschlossenen Vertrag mit den Cherokee. Er starb am 17. Juli 1854 in Washington.